# Richia larga
Richia larga là một loài bướm đêm trong họ Noctuidae.